# Romeo y Julieta

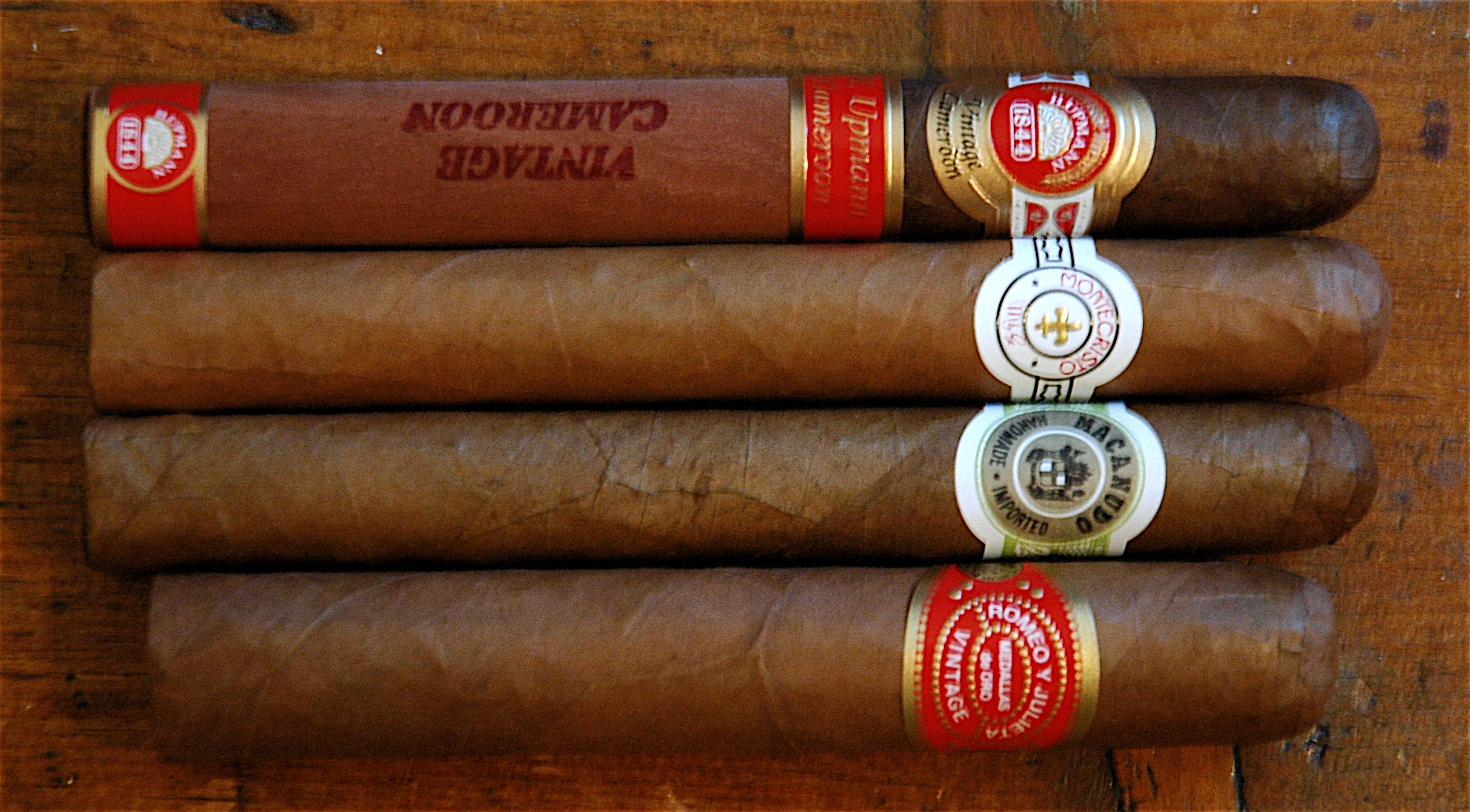
Сигары разных марок, внизу Romeo y Julieta

Romeo y Julieta — кубинская марка сигар.

## История
Марка сигар Romeo y Julieta была создана в 1875 году Иносенсио Альваресом и Маннином Гарсия. Бренд назван в честь известной трагедии Шекспира «Ромео и Джульетта».
Между 1885 и 1900 году бренд завоевал множество наград на различных выставках дегустации (это свидетельствуют золотые медали на логотипе бренда).
Тем не менее, бренд, действительно, расцвёл после того, как в 1903 году владельцем марки стал Хосе «Пепин» Родригес Фернандес, бывший руководитель завода Cabanas в Гаване. Будучи очень активным человеком, Родригес постоянно путешествовал по Европе и Америке, продвигая свой бренд всевозможными способами: так, будучи большим поклонником скачек, он купил чистокровную скаковую лошадь, назвал её Джульета и участвовал в гонках по всему миру.
В результате его умение дало свои плоды, и бренд стал исключительно популярным во всем мире среди богатых клиентов, многие из которых требовали персонализированные банты для своих сигар. Бренд был также известен в это время у любителей figurado сигар, таких как perfectos и Pirámides, более чем тысячи таких форм, как полагают, были в производстве.
После смерти Родригеса в 1954 (в возрасте 88 лет), революции и последующей национализации табачной промышленности, марка была передана в Ла-Романа в Доминиканской Республике, где производство Julieta у Romeo для американского рынка продолжается. Сегодня — под руководством Altadis SA. Кубинское правительство национализировало бренд и до сих пор производит и распространяет сигары по всему миру в качестве самых продаваемых мировых брендов.
В 2006 году новое дополнение было сделано в список выпускаемых сигар Julieta у Romeo. Короткий размер Черчилль, Robusto, был представлен на 8-й ежегодный фестиваль сигар в Гаване (Куба, 2006).

## Факты
- Сэр Уинстон Черчилль, пожалуй, самый известный ценитель бренда. В его честь названа одна из флагманских сигар.
- Ромео и Джульета также производит три типа сигарилл: мини, клубы и puritos.